# Antiche unità di misura della provincia di Sassari

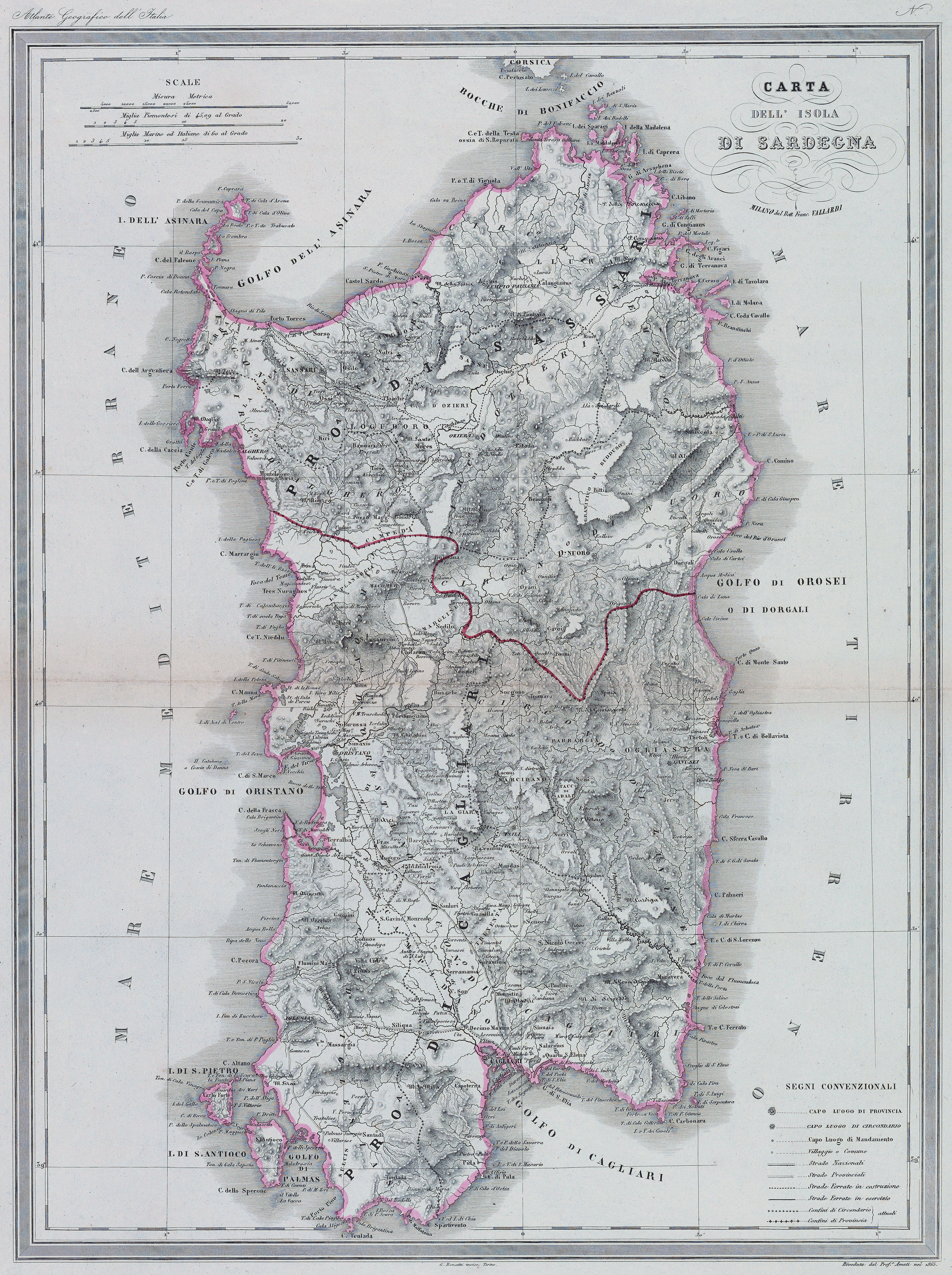
Carta dell'Isola di Sardegna, 1865 circa

Le antiche unità di misura della Sardegna vennero studiate tra il 1836 e il 1844 da una Commissione dei pesi e delle misure.
Come da regio editto del 1º luglio 1844, l'isola passò al sistema metrico decimale dal 1º gennaio 1846; l'articolo 7 del regio editto dava la possibilità di utilizzare la denominazione antica per alcune unità decimali.

## Territorio
Nel 1874 nella provincia di Sassari erano presenti 110 comuni divisi in 5 circondari (Alghero, Nuoro, Ozieri, Sassari e Tempio) e 33 mandamenti.
Nelle tavole ufficiali del 1877 per la provincia di Sassari non vennero indicate diversità tra i diversi circondari.

## Misure di lunghezza
| Nome     | Nome     | Nome     | Valore   | Valore |
| -------- | -------- | -------- | -------- | ------ |
| Trabucco | Trabucco | Trabucco | 3,148200 | m      |
| 12       | Palmo    | Palmo    | 0,262350 | m      |
| 48       | 4        | Quarta   |          |        |

| Nome  | Nome  | Valore   | Valore |
| ----- | ----- | -------- | ------ |
| Canna | Canna | 2,62350  | m      |
| 10    | Palmo | 0,262350 | m      |

| Nome         | Nome     | Nome     | Nome     | Nome     | Valore   | Valore |
| ------------ | -------- | -------- | -------- | -------- | -------- | ------ |
| Miglio sardo |          |          |          |          |          |        |
| 800          | Trabucco | Trabucco | Trabucco | Trabucco | 3,148200 | m      |
| 4800         | 6        | Piede    | Piede    | Piede    |          |        |
| 57600        | 72       | 12       | Oncia    | Oncia    |          |        |
| 691200       | 864      | 144      | 12       | Punti    |          |        |

Il trabucco, base delle misure agrarie, era più usato nella provincia di Cagliari che in quella di Sassari.
Il miglio sardo è misura itineraria passata in disuso, essendo abitudine valutare le distanze ad ore di viaggio, ragguagliandole in media a quattro chilometri per i pedoni, ed a sei chilometri per i cavalli ordinari da sella.
Per le opere stradali anteriormente al 1823 usavasi il miglio romano antico di chilometri 1,481481, e dopo il 1823 si adoperava il miglio italiano di 60 al grado, corrispondente a chilometri 1,851851.
Dal 1846 era possibile usare il nome di canna per una misura di tre metri e il nome di palmo per una misura di metri 0,25.

## Misure di superficie
| Nome    | Nome     | Nome     | Valore    | Valore |
| ------- | -------- | -------- | --------- | ------ |
| Rasiere | Rasiere  | Rasiere  | 13935,362 | m²     |
| 7       | Starello | Starello | 1993,3750 | m²     |
| 56      | 8        | Imbuto   |           |        |

L'imbuto è uguale a quello di Cagliari e lo starello di Sassari corrisponde alla metà dello starello di Cagliari.
| Nome              | Nome              | Valore     | Valore |
| ----------------- | ----------------- | ---------- | ------ |
| Trabucco quadrato | Trabucco quadrato | 9,911163   | m²     |
| 144               | Palmo quadrato    | 0,06882752 | m²     |

Il trabucco quadrato, misura da fabbriche, si divide in 6 piedi di trabucco quadrato, il piede di trabucco quadrato in 12 once di trabucco quadrato, l'oncia di trabucco quadrato in 12 punti di trabucco quadrato.
| Nome           | Nome           | Valore     | Valore |
| -------------- | -------------- | ---------- | ------ |
| Canna quadrata | Canna quadrata | 6,882752   | m²     |
| 100            | Palmo quadrato | 0,06882752 | m²     |

Dal 1846 era possibile utilizzare il nome di starello per una misura di 40 are, corrispondente a circa uno starello di Cagliari.

## Misure di volume
| Nome       | Nome       | Valore    | Valore |
| ---------- | ---------- | --------- | ------ |
| Canna cuba | Canna cuba | 18056,901 | L      |
| 1000       | Palmo cubo | 18,0569   | L      |

| Nome          | Nome          | Valore   | Valore |
| ------------- | ------------- | -------- | ------ |
| Misura cubica | Misura cubica | 1155,642 | L      |
| 64            | Palmo cubo    | 18,0569  | L      |

| Nome             | Nome             | Nome             | Nome             | Nome             | Valore   | Valore |
| ---------------- | ---------------- | ---------------- | ---------------- | ---------------- | -------- | ------ |
| Tabucco camerale | Tabucco camerale | Tabucco camerale | Tabucco camerale | Tabucco camerale | 5200,387 | L      |
| 6                | Piede            | Piede            | Piede            | Piede            |          |        |
| 72               | 12               | Oncia            | Oncia            | Oncia            |          |        |
| 864              | 144              | 12               | Punto            | Punto            |          |        |
| 10368            | 1728             | 144              | 12               | Atomo            |          |        |

Il trabucco camerale solido aveva per base un trabucco quadrato ed un piede (ossia due palmi) di altezza.

## Misure di capacità per gli aridi
| Nome    | Nome     | Nome     | Nome     | Valore  | Valore |
| ------- | -------- | -------- | -------- | ------- | ------ |
| Rasiere |          |          |          |         |        |
| 7       | Starello | Starello | Starello | 25,2500 | L      |
| 14      | 2        | Corbula  | Corbula  |         |        |
| 56      | 8        | 4        | Imbuto   |         |        |

Lo starello di Sassari corrisponde perfettamente alla metà dello starello di Cagliari.
Dal 1846 era possibile usare la denominazione di starello per una misura di 50 litri.

## Misure di capacità per i liquidi
| Nome          | Nome          | Nome          | Nome           | Nome           | Valore  | Valore |
| ------------- | ------------- | ------------- | -------------- | -------------- | ------- | ------ |
| Botte da vino | Botte da vino | Botte da vino | Botte da vino  | Botte da vino  | 44,8400 | L      |
| 10            | Quartara      | Quartara      | Quartara       | Quartara       |         |        |
| 40            | 4             | Mezzetta      | Mezzetta       | Mezzetta       |         |        |
| 80            | 8             | 2             | Mezza mezzetta | Mezza mezzetta |         |        |
| 160           | 16            | 4             | 2              | Tazza          |         |        |

Dal 1846 era possibile usare il nome di quartara per una misura di 5 litri e il nome di botte per una misura di 50 litri.
| Nome           | Nome           | Nome           | Valore  | Valore |
| -------------- | -------------- | -------------- | ------- | ------ |
| Barile da olio | Barile da olio | Barile da olio | 33,6352 | L      |
| 8              | Quartana       | Quartana       |         |        |
| 192            | 24             | Misura         |         |        |

## Pesi
| Nome    | Nome                | Nome                | Nome                | Valore  | Valore |
| ------- | ------------------- | ------------------- | ------------------- | ------- | ------ |
| Cantaro |                     |                     |                     |         |        |
| 100     | Libbra di commercio | Libbra di commercio | Libbra di commercio | 406,563 | g      |
| 1200    | 12                  | Oncia               | Oncia               |         |        |
| 4800    | 48                  | 4                   | Quarta              |         |        |

Dal 1846 si poteva indicare con il nome di libbra un peso di 400 grammi e con il nome di cantaro un peso di 40 chilogrammi.
| Nome              | Nome              | Nome              | Nome              | Nome              | Valore  | Valore |
| ----------------- | ----------------- | ----------------- | ----------------- | ----------------- | ------- | ------ |
| Libbra medicinale | Libbra medicinale | Libbra medicinale | Libbra medicinale | Libbra medicinale | 307,400 | g      |
| 12                | Oncia             | Oncia             | Oncia             | Oncia             |         |        |
| 96                | 8                 | Dramma            | Dramma            | Dramma            |         |        |
| 288               | 24                | 3                 | Scrupolo          | Scrupolo          |         |        |
| 5760              | 480               | 60                | 20                | Grano             |         |        |

| Nome              | Nome              | Nome              | Nome              | Valore  | Valore |
| ----------------- | ----------------- | ----------------- | ----------------- | ------- | ------ |
| Libbra da orefice | Libbra da orefice | Libbra da orefice | Libbra da orefice | 325,250 | g      |
| 12                | Oncia             | Oncia             | Oncia             |         |        |
| 192               | 16                | Argento           | Argento           |         |        |
| 6912              | 576               | 36                | Grano             |         |        |